# Cratere Laura
Laura  è un cratere sulla superficie di Venere.